# Carcelia tibialis
Carcelia tibialis là một loài ruồi trong họ Tachinidae.